# Вандом (замок)
Замок Вандом (Château de Vendôme) был основан в X веке как крепость, а в XIV–XVI веках превратился в роскошную резиденцию герцогов Вандомских – боковой ветви королевской династии Бурбонов.
Руины замка занесены в список исторических памятников Франции

## Расположение
Замок построен на холме, который находится на левом берегу Луары, в коммуне Вандом во французском департаменте Луар-и-Шер. И контролировал путь от Тура до Шартра

## История
Самое раннее упоминание о существовании укрепленного места в Вандоме содержится в Анделотском договоре 587 года.

## Крепость графов Вандомских
Хотя в X веке Вандомуа находился под властью графа Бушара I, одного из самых верных соратников Гуго Капета, источники, относящиеся к самому замку, отсутствуют. Самые ранние следы каменных укреплений датируются XI веком.
Считается, что Агнес Бургундская, жена Жоффруа II Анжуйского, графа Вандомуа с 1032 года, основала коллегиальную церковь Святого Георгия в замке. Легенда гласит, что она устала от того, что ей приходилось каждый день спускаться в Сен-Мартен, чтобы помолиться. Ей также обязаны строительством церкви Сен-Любен в самом замке, предназначенной для жителей одноименного предместья. Жоффруа Мартель стал графом Анжуйским после смерти своего отца Фулька III, известного как Фульк Нерра, что положило начало господству Анжу над Вандомской областью.
Начало правления Жоффруа III (1102-1144) ознаменовалось войной против Тибо IV, графа Блуа. Его жена Матильда де Шатоден выкупила Лаварден у Эмерика Геймера примерно в 1130 году, а в 1139 году основала монастырь тамплиеров. Можно представить, что примерно в это же время замок был перестроен путем возведения примитивных фортификационных сооружений, состоящей из донжона, стен, башни Пуатье и башни Сен-Любен
Иоанн I сражался на стороне Генриха Плантагенета, будущего Генриха II Английского. В 1170 году он предложил свой замок для встречи между королем Франции Людовиком VII и Генрихом Плантагенетом, которая позволила заключить перемирие. В 1173 году он выступил против своего старшего сына Бушара де Лавардена, который встал на сторону восставших сыновей Генриха II, на время ставших союзниками короля Франции. Бушар силой оккупирует Вандомский замок и становится хозяином города, закрыв ворота перед своим отцом. Он обращается к Генриху II с просьбой освободить город и замок. Во время своего крестового похода в Палестину в 1180 году граф Жан все же сделал своего старшего сына регентом графства. Бушар оставался союзником короля Франции и в 1188 году сдал город Филиппу II Августу, который держал в осаде английский гарнизон, не сдаваясь в плен, но так и не стал хозяином замка.

## Замок в наши дни
В начале двадцатого века был разработан проект реконструкции башни Пуатье, муниципальный совет в присутствии архитектора изучил возможность сделать башню доступной для публики. Затем были построены два этажа и внутренняя деревянная лестница. Снаружи была установлена еще одна металлическая лестница, по которой можно было подняться на уровни комнат башни. Но мы не знаем, проникали ли какие-нибудь посетители впоследствии в башню. Эта внешняя лестница оставалась на месте до 1960-х годов.
В 2019 году муниципалитет запускает проект по реконструкции замка, город привлекает Маэля де Келена, главного архитектора исторических памятников. В регионе имеются еще пять памятников: собор Буржа, Орлеана и Шартра, а также замки Амбуаз и Паллуо